# 雅拉河谷

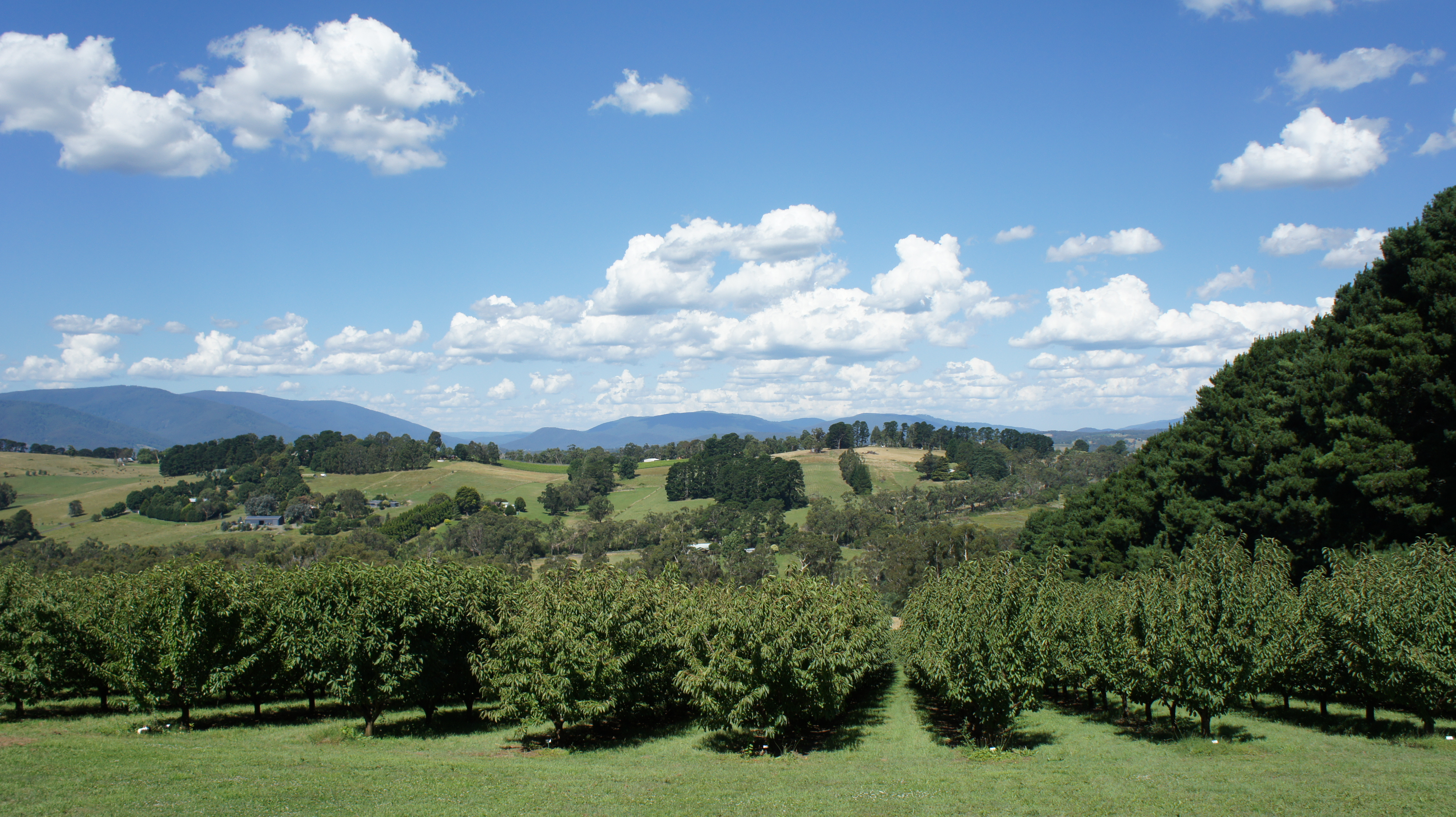
雅拉河谷

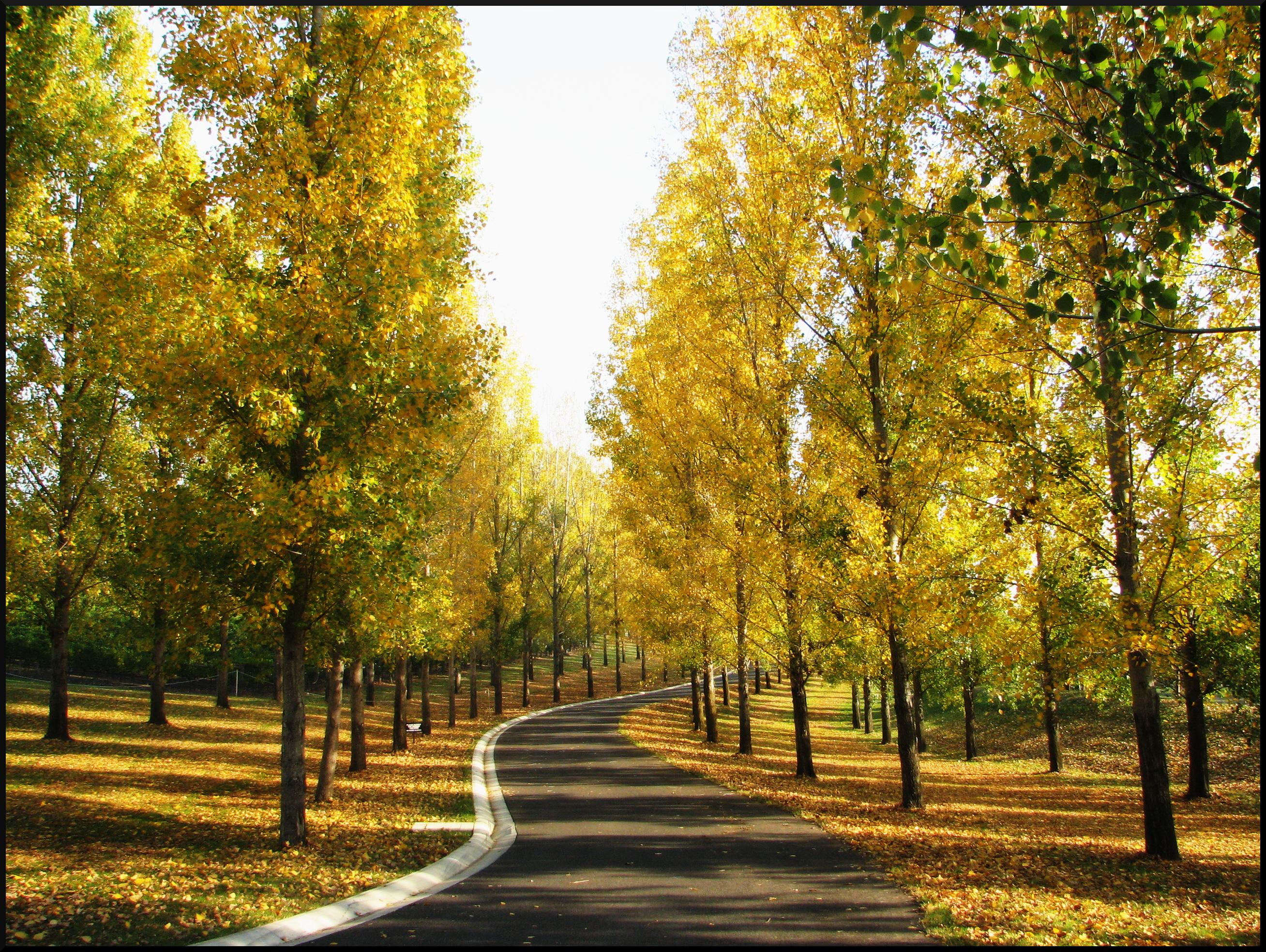
秋季的雅拉河谷

雅拉河谷（Yarra Valley）是澳大利亚维多利亚州中南部菲利普港湾东北侧雅拉河中上游流域的沿岸河谷地区，与港湾东北沿岸腹地（墨尔本大都市区东部）人口稠密的雅拉河下游相对应。在狭义上，“雅拉河谷地区”主要指雅拉河在墨尔本东部远郊的克罗伊登区（Croydon）以东、雅拉山脉西端和其余脉丹德农山脉（Dandenong Ranges）之间有中低等人口密度居住的中游沿岸丘陵平原，不包括雅拉山脉中人烟稀少的上游河段。整个雅拉河谷地区属于雅拉山郡（Yarra Ranges Shire）地方政区的一部分，重要的市镇包括莉莉戴尔（Lilydale）、科尔德斯特林（Coldstream）、雅拉格伦（Yarra Glen）、希尔斯维尔（Healesville）、雅拉汇点（Yarra Junction）和沃伯顿（Warburton）。
雅拉河谷是维多利亚州很受欢迎的一日游度假景区，同时因为气候较为凉爽，雅拉河谷也是新兴的葡萄栽培区，是澳大利亚葡萄酒的重要产区，出品许多高质量的莎当妮、黑比诺和气泡酒。